# Oospila thalassina
Oospila thalassina là một loài bướm đêm trong họ Geometridae.